# Alejandro Aravena
Alejandro Aravena (Santiago del Cile, 22 giugno 1967) è un architetto cileno.

## Biografia
Ha conseguito la laurea in architettura nel 1992 presso la Pontificia Università Cattolica del Cile. Successivamente si è trasferito a Venezia per seguire un corso presso l'Istituto Universitario di Architettura e seguire corsi di incisione presso l'Accademia di Belle Arti. Dal 1994 lavora come libero professionista.
È stato professore all'Università Cattolica del Cile dal 1994 e nell'Università di Harvard dal 2000 al 2005, attualmente è docente alla cattedra Elemental-Copec dell'Università Cattolica del Cile. Dal 2009 al 2015 è stato membro della giuria che assegna il premio Pritzker e nel 2016 lo ha vinto, diventando il primo cileno a ottenerlo. Nel 2009 è stato nominato International Fellow dal Royal Institute of British Architects (RI-BA).
Nel 2001 ha fondato con Andrés Iacobelli lo studio di architettura Elemental e dal 2006 è il suo direttore esecutivo. In collaborazione con Gonzalo Arteaga, Diego Torres, Víctor Oddó e Juan Ignacio Cerda, l'azienda guidata da Aravena realizza progetti sociali di infrastrutture, trasporti, spazi pubblici e alloggi, in collaborazione con l'Università Cattolica del Cile e con la Compagnia Petrolifera Copec. 
Nel 2016 assume la direzione artistica del dipartimento della Biennale di Architettura di Venezia e invita i.a. Raphael Zuber, Herzog & de Meuron, Tadao Ando, Peter Zumthor, David Chipperfield, SANAA, Renato Rizzi e Francis Kéré.
Il suo lavoro è stato premiato in diverse occasioni con: il Leone d'Argento nella XI edizione della Biennale di Venezia, il Marcus Prize 2010, il Premio Avonni per l'innovativo dell'anno, la Medaglia Erich Schelling 2006, il Pritzker Prize nel 2016 e altri.
Dal 2023 è inoltre Professore Ordinario a tempo definito, con chiamata diretta per chiara fama, presso il Dipartimento di Architettura e Studi Urbani del Politecnico di Milano.

## Uso del calcestruzzo nelle opere di Alejandro Aravena
Alejandro Aravena utilizza spesso il calcestruzzo nelle sue opere e questa scelta è legata alla sua filosofia progettuale, che unisce economia, funzionalità, partecipazione sociale e sostenibilità. Utilizzare questo materiale per Aravena significa fare una scelta sostenibile a lungo termine, per l'alta durabilità, che riduce la necessità di continue sostituzioni o rinnovamenti e di conseguenza, economicamente, abbassa i costi legati alla manutenzione, per le prestazioni termiche che garantisce, funzionalmente, contribuendo a ridurre i consumi energetici negli edifici. Spesso il calcestruzzo viene lasciato a faccia vista, con un'estetica grezza e senza rifiniture, dove si delineano le texture create dalle casseforme. Infine, sfrutta la facilità di realizzazione e la resistenza meccanica del materiale utilizzandolo in alcuni progetti di edilizia sociale, in cui fornisce soluzioni abitative a basso costo per le popolazioni svantaggiate.Analizzando alcune delle sue opere lungo un arco temporale sufficientemente ampio, si può fare una disamina dell'utilizzo che fa del calcestruzzo esplicando questa filosofia progettuale.

### Calcestruzzo per l'edilizia sociale
Elemental è noto per i suoi progetti di edilizia sociale, operando nell'ambito del nuovo programma VSDsD - Vivienda Social Dinamica sin Deuda, approvato dal Ministero per la Casa e l'Urbanistica nel marzo 2001 e rivolto alle fasce povere della popolazione. Il programma prevede una sovvenzione di 9700 dollari che deve coprire i costi del progetto, dell'acquisto del terreno e delle infrastrutture. Poiché una cifra del genere è sufficiente a realizzare circa 30mq, gli assegnatari sono costretti a costruire per proprio conto il necessario per trasformare la soluzione abitativa iniziale in un alloggio, da qui il nome "case incrementali". Tra i complessi residenziali realizzati troviamo Quinta Monroy ad Iquique realizzato tra il 2003 e il 2004, Renca a Santiago del Cile realizzato tra il 2004 e il 2007 e Lo Espejo a Santiago del Cile realizzato tra il 2005 e il 2007. In tali progetti, una struttura di base in calcestruzzo, resistente e durevole, offre il nucleo di partenza di un'abitazione di taglio medio costituita da bagno, cucina, scala, muri divisori e da tutte le componenti più complesse, che in genere una famiglia povera non è in grado di costruire da sola, lasciando il resto alla possibilità di ampliamento e personalizzazione da parte degli abitanti.

### Fibrocemento come rivestimento

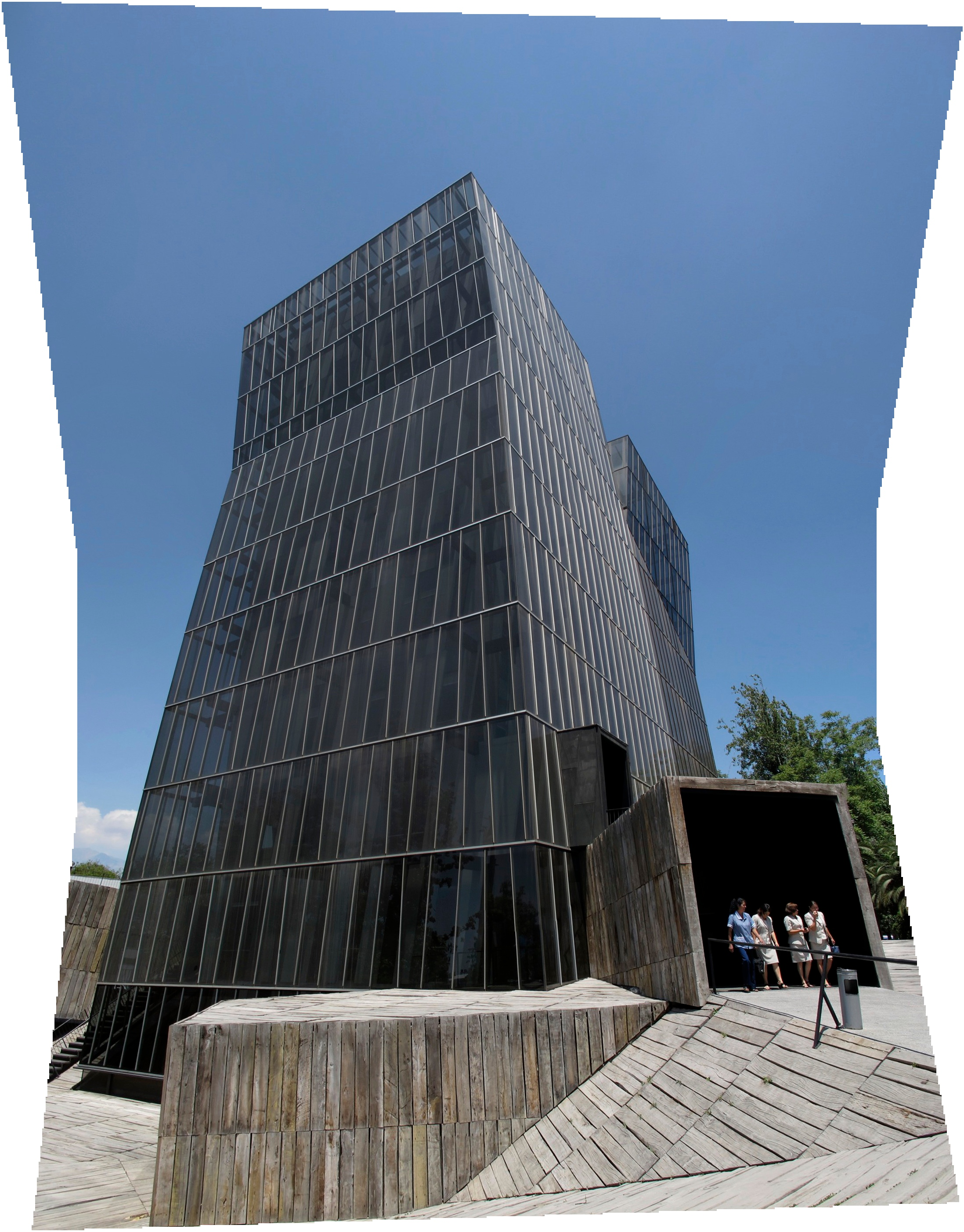
Torri Siamesi

Tra il 2003 e il 2006 realizza il centro informatico Torri Siamesi per la Pontificia Università Cattolica del Cile. La struttura portante è in cemento armato rivestita da una facciata ventilata. In quest'opera affronta il tema della sostenibilità e dell'efficienza energetica, il progetto infatti prevedeva la realizzazione di una torre di vetro, ma a Santiago del Cile, viste le temperature, questo significava affrontare il problema dell'effetto serra. La soluzione è stata la realizzazione di due distinti rivestimenti, ognuno con un compito specifico. Un tamponamento esterno di vetro monolastra sostenuto da un telaio in acciaio, pessimo in termini di resa energetica, ma ottimo contro il degrado, e una pelle interna in fibrocemento, poco resistente nei confronti degli agenti atmosferici ma molto efficace come isolamento termico. L'effetto serra viene eliminato lasciando uno spessore di aria fra i due rivestimenti e un'apertura in sommità, che consente di far defluire l'aria calda sospinta verso l'alto per convezione, accelerata dall'effetto Venturi generato da alcune strozzature.

### Calcestruzzo a faccia vista

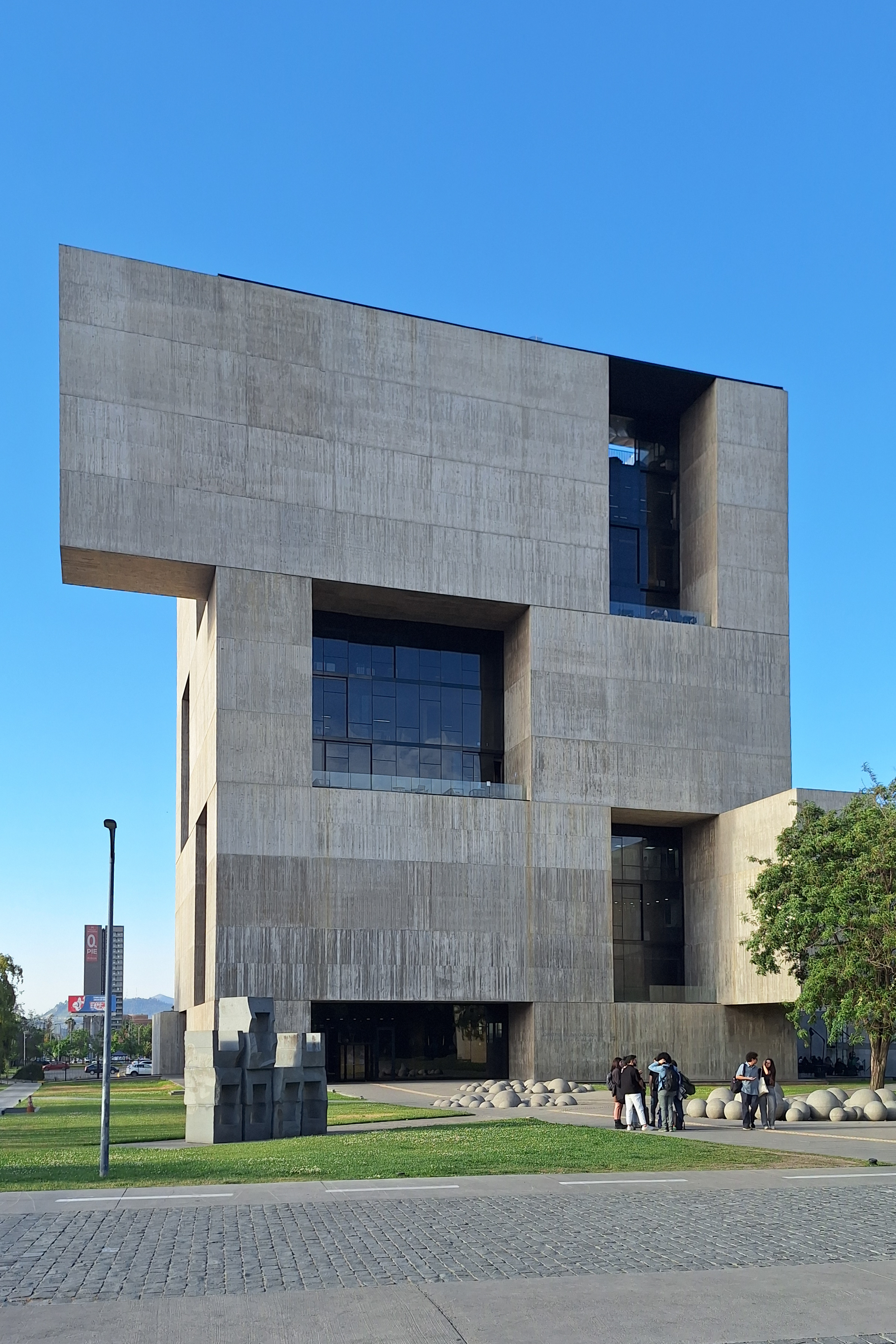
Centro di Innovazione UC Anacleto Angelini

Tra il 2011 e il 2014 progetta e realizza il Centro di Innovazione UC Anacleto Angelini, in cui affronta lo stesso tema delle Torri Siamesi ma con una soluzione al problema opposta. In quest'opera il calcestruzzo viene utilizzato come materiale strutturale a faccia vista, con tracce delle casseforme visibili e una finitura superficiale grezza. Il progetto richiedeva la realizzazione di un centro dedicato all'innovazione dotato di un aspetto contemporaneo, ma nella capitale cilena gli edifici contemporanei hanno facciate in vetro e, a causa del clima locale, si deve affrontare il problema dell'effetto serra, con un conseguente dispendio di energia per il condizionamento. La soluzione è stata la realizzazione di una struttura opposta a quelle consuete, in cui viene sostituito al nucleo centrale chiuso un nucleo centrale aperto e trasparente e all'involucro esterno vetrato un involucro esterno opaco e massivo. La struttura portante è quindi distribuita lungo il perimetro ed è costituita da enormi setti monolitici in calcestruzzo con profonde aperture strategiche che permettono la ventilazione. L’alloggio delle finestre in posizione rientrante rispetto alla facciata, per proteggerle dall’irradiazione solare diretta, e la ventilazione naturale, si combinano con la grande massa termica costituita dai setti perimetrali in calcestruzzo per ridurre il suo consumo energetico, evitando l'effetto serra; una soluzione che ha consentito un risparmio energetico di circa il 50% rispetto ai consumi standard degli edifici in vetro diffusi a Santiago.
Quest’ultimo approccio relativo all’uso del calcestruzzo, si ritrova anche in altre opere, sia pubbliche che private. In particolare nella Casa Ocho Quebradas e nell’edificio Energia De Portugal di Lisbona.
Nel 2013 viene realizzata l'abitazione privata Ocho Quebradas, a Los Vilos, in Cile. È una seconda residenza, una casa del fine settimana, intesa come un rifugio dove le persone possono tornare ad uno stile di vita più semplice e primitivo, abbandonando i cliché dell'innovazione. Infatti, in in un'epoca in cui la continua ricerca della modernità minaccia di rendere l'architettura obsoleta, Alejandro Aravena cerca l'atemporalità per le sue opere. La casa ha struttura portante costituita da setti di calcestruzzo armato ed è costituita da una composizione semplice di tre volumi: uno verticale, uno orizzontale ed infine uno inclinato che collega i primi due. In quest’opera ricorre l’uso del calcestruzzo a faccia vista, che contribuisce a donare un’estetica elementare ed essenziale all’abitazione e l’uso monumentale e monolitico del calcestruzzo attraverso la composizione di volumi semplici, per sfruttare l’inerzia termica del materiale.
Tra il 2017 e il 2024 progetta e realizza l’edificio Energia De Portugal di Lisbona, commissionatogli da uno dei maggiori produttori di energia elettrica europei (EDP), con lo scopo di ospitare gli uffici precedentemente sparsi in un'area lungo il fiume adiacente. Il progetto doveva evitare qualsiasi "massa" che interrompesse la vista dalle colline al fiume, quindi c'era la necessità di progettare due edifici lineari con l'estremità stretta rivolta verso la direzione della vista, ma che dovevano funzionare come un unico edificio. La soluzione è stata quella di creare una leggera pendenza e collegare i due edifici nel tunnel formato sotto, mentre un nuovo volume appoggiato sul pendio e a sbalzo avrebbe offerto una chiara visione del fiume. In quest’opera, come nel Centro di Innovazione UC Anacleto Angelini, la massa dell'edificio è stata gestita attentamente e con equilibrio per ottenere una certa monumentalità del complesso e per garantire prestazioni energetiche adeguate. Sulle facciate perimetrali, sono state inserite griglie di elementi lineari in grado di funzionare come brise-soleil con vetri incassati per evitare la radiazione solare diretta e il conseguente effetto serra. La piazza pubblica centrale è stata considerata come un monolite di calcestruzzo scavato, per garantire massa termica adeguata e per dare monumentalità civile al complesso. Anche in quest’opera ricorre l’impostazione del progettista di garantire una durata della costruzione, sia funzionale che stilistica; da qui la scelta di usare uno stile archeologico, come se l’opera fosse sempre stata li, e di pensare all’opera più come infrastruttura che architettura, come "vecchie mura fortificate della città". Si ritrova l’uso del calcestruzzo a faccia vista, con forme pulite e lineari e l’uso monumentale e monolitico del calcestruzzo, per sfruttare l'inerzia termica del materiale.

### Mix design innovativi
Nel 2025, durante la Biennale di Architettura a Venezia Holcim, azienda svizzera leader nella fornitura di soluzioni sostenibili e innovative per l'edilizia, in collaborazione con Aravena e il suo studio Elemental ha presentato una nuova tecnologia a base di biochar che trasforma gli edifici in serbatoi di carbonio. Il biochar è un materiale simile al carbone vegetale, ottenuto per pirolisi di materia organica, e quando viene lavorato fissa il carbonio che altrimenti verrebbe rilasciato nell'atmosfera; secondo Holcim un chilo di biochar può evitare l’emissione di fino a tre chili di CO2. Di conseguenza può essere utilizzato in cemento, malte e calcestruzzo per ridurre le loro emissioni di CO2 senza comprometterne le prestazioni e in tutti i tipi di progetti, dalle infrastrutture agli edifici. Il prototipo presentato segue il principio della progettazione incrementale, propria dello studio cileno, che consiste nel fornire un'unità abitativa di base consentendo alle persone di finire di costruire le loro case da sole. Il sistema costruttivo si basa su pannelli prefabbricati in calcestruzzo che incorporano biochar e aggregati riciclati al 100%, permettendo di far fronte alla rapidità della domanda senza gravare sull'ambiente. Il progetto sarà mostrato dal 6 maggio al 23 novembre 2025 come parte della mostra Time Space Existence, organizzata dal Centro Culturale Europeo.

## Opere

### Progetti
2007
- ELEMENTAL-Lo Espejo, conjunto de vivienda. Santiago, Cile. (costruito)

2004
- Facoltà di Medicina dell'Università Cattolica. Santiago, Cile. (costruito)
- Remodelación Escuela de Arqutiectura de la Universiad Cattolica. Santiago, Cile. (costruito)
- Torri Siamesas-Centro informatico, Università Cattolica. Santiago, Cile. (costruito)

2002
- Progetto Sala di Concerti. Santiago, Cile. (progetto)
- Museo del vino. Santiago, Cile. (progetto)

2001
- Progetto de reforma della Cappella El Comendador dell'Università Cattolica. Santiago, Cile. (progetto)

2000
- Progetto de Zócalo metropolitano, Santiago, Cile.

1999
- Auditorio per la Facoltà di física dell'Università Cattolica, Santiago, Cile.
- Facoltà di Matematica e biblioteca di física dell'Universita Cattolica. Santiago, Cile.

1998
- Progetto per la sede della Fondazione Mies van der Rohe, Barcellona.

1997
- Progetto per la Plaza de Armas, Santiago de Cile.

1996
- Progetto de relocalización de las ruinas de Huanchaca. Antofagasta, Cile.
- Progetto per la Cappella del campus San Joaquin dell'Università Cattolica di Cile.

1994
- Progetto per la biblioteca della Facoltà di Architettura dell'Università Cattolica di Cile.
- Progetto ampliamento del Museo Lo Matta. Santiago, Cile.
- Disco Scratch, Viña del Mar, Cile con Alejandro Morales e Bettina Foradori.

### Scritti
2009-2010
- ELEMENTAL, Actar, Barcelona. (prossimamente)

2002
- El Lugar de la Arquitectura, Ed. ARQ, Santiago del Cile..

1999
- Los Hechos de la Arquitectura, con Fernando Perez Oyarzun y Jose Quintanilla, Ed. ARQ Santiago del Cile.

1994.
- Simposio de Siracusa, “ARQ” (Cile), n. 26.
- Alhambra, “ARQ” (Cile), n. 27.

1992
- Amereida Poesía y Arquitectura: Alberto Cruz-Godofredo Iommi, Ed. ARQ, Santiago del Cile.

## Premi
2016
- Aljandro Aravena vince Pritzker Prize, EEUU.

2015
- ELEMENTAL vince nella categoria Design Museum al Designs of the Year, Londra, Inghilterra.
- ELEMENTAL è finalista all'INDEX AWARD, Copenhagen, Danimarca.

2014
- ELEMENTAL vince il Primo Premio ZUMTOBEL, Vienna, Austria.
- Vince il World Green Building al Council Chairman's Award, New York, EEUU.

2011
- ELEMTENAL vince la Medaglia d'argento al premio HOLCIM, Basilea, Svizzera.

2010
- ELEMENTAL vince Brit Insurance Designs of the Year, Londra, Inghilterra.
- Premio Curry Stone Design Prize, Oregon, EEUU.
- Primo Premio INDEX, Copenhagen, Danimarca.

2009
- Marcus Prize for Architecture 2009, Wisconsin, EEUU.
- Premio Avonni, Santiago, Cile.
- ELEMENTAL nominato a Ordos Prize 2009, Cina.
- ELEMENTAL nominato a Lee Kuan Yew World City Prize, Singapore.

2008
- International Iakov Chernikhov Prize in the Filed of Conceptual Architecture, ICIF, Russia.
- Leone d'argento per ELEMENTAL nella Biennale di Venezia, Italia.
- Global Award for Sustainable Architecture per ELEMENTAL[17].
- Scelto da ICON come uno dei 20 architetti giovani più importanti, Inghilterra.

2006
- Eric Schelling Foundation Architecture Medal, Karlsruhe, Germania.
- XV Biennale di architettura di Santiago, Gran Premio Biennale per ELEMENTAL.

2004
- Premio Bicentenario del Governo di Cile per ELEMENTAL.

2002
- XII Biennale di architettura di Santiago, Primo premio per la Facoltà di Matematica dell'Università Cattolica di Cile.
- Rolez Foundation, Ginevra, Svizzera, Candidato alla Menthor-Protegé Initiative.
- III Biennale Ibero-americana di architettura e ingegneria, Madrid, Spagna, menzione onorifica.

2001
- Concorso per il rimodellamento della Cappella Lo Contador dell'Università Cattolica di Cile, Primo premio.

2000
- II Premio Mies van der Rohe per l'architettura latino-americana, Finalista.

1996
- Concorso per il restauro delle rovine di Huanchaca, Antofagasta, Cile, Terzo premio.

1994
- Concorso per la biblioteca della Facoltà di Architettura, Università Cattolica del Cile, Menzione onorifica.

1991
- Venice Prize, Biennale di Venezia, Italia, Menzione speciale della giuria.